# NGC 3534A
NGC 3534A је спирална галаксија у сазвежђу Лав која се налази на NGC листи објеката дубоког неба.
Деклинација објекта је + 26° 36' 37" а ректасцензија 11h 8m 55,5s. Привидна величина (магнитуда) објекта NGC 3534 износи 14,5 а фотографска магнитуда 15,3. NGC 3534A је још познат и под ознакама UGC 6190, MCG 5-26-62, CGCG 155-72, IRAS 11062+2652, PGC 33786.